# Athlitikós Nautikós Ómilos Glyfádas
L'Athlitikós Nautikós Ómilos Glyfádas è una società sportiva di Glifada, in Grecia, nota soprattutto per la sua attività a livello pallanuotistico.

## Storia
A livello maschile ha conquistato quattro campionati greci e tre coppe nazionali. La squadra femminile invece, oltre a essersi laureata campione nazionale per ben otto volte, vanta al suo attivo due Coppe dei Campioni, vinte rispettivamente nel 2000 e nel 2003.

## Palmarès

### Squadra maschile

#### Trofei nazionali
- Campionato greco: 4

1986, 1987, 1989, 1990
- Coppa di Grecia: 3

1986, 1987, 1989

### Squadra femminile

#### Trofei nazionali
- Campionato greco: 8

1989, 1996, 1999, 2000, 2001, 2002, 2004, 2008

#### Trofei internazionali
- LEN Euro League Women: 2

2000, 2003